# Donaudeltat

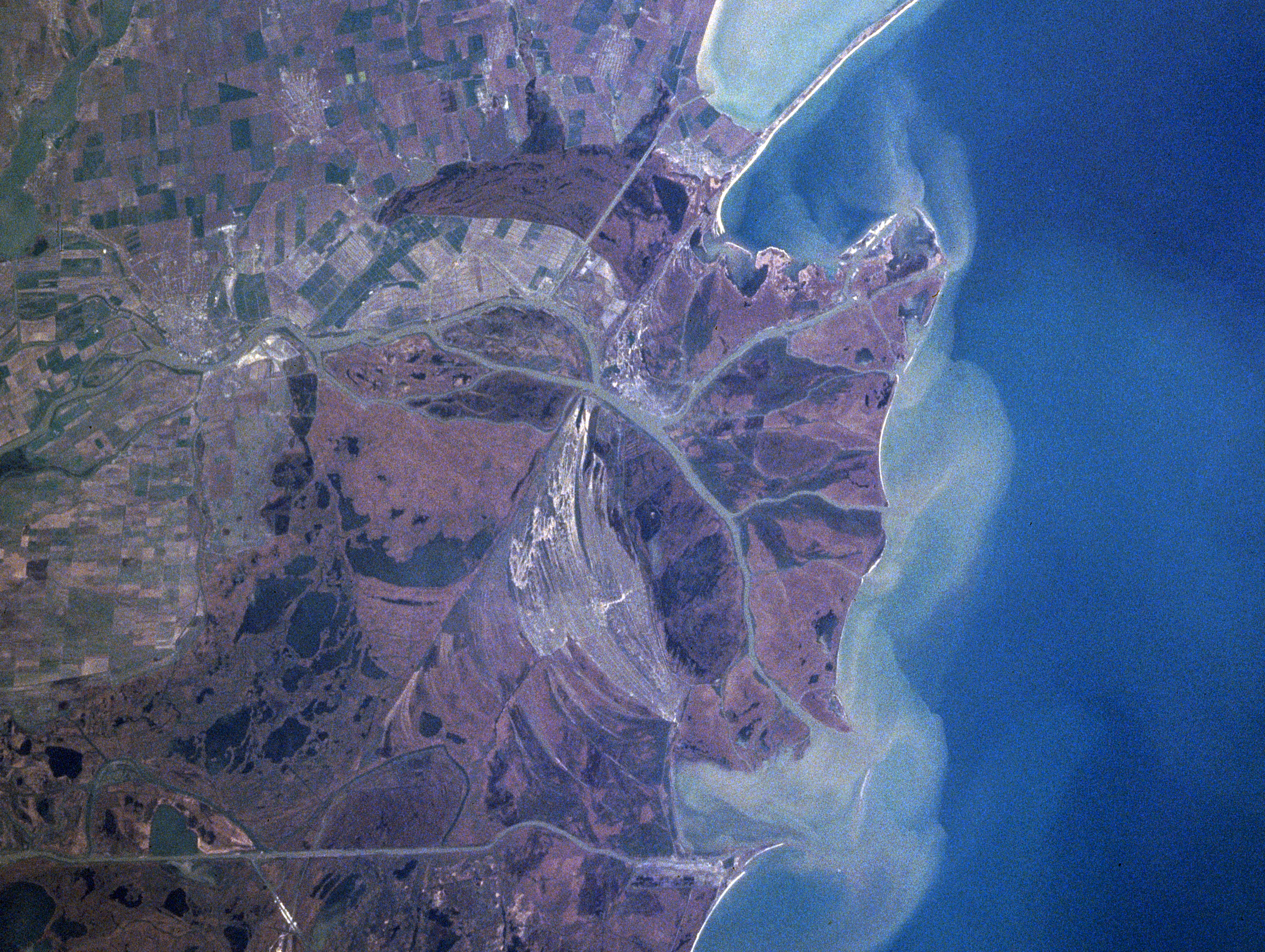
Satellitbild över Donaudeltats norra del

Donaudeltat (Delta Dunării på rumänska), beläget i Dobrogea, Rumänien och i Odessa oblast, Ukraina, är det största och bäst bevarade floddeltat i Europa, med en yta på 3446 km².
Donaudeltat upptogs 1991 på Unescos världsarvslista.

## Geografi
Det sediment som floden Donau för med sig, gör deltat ungefär 40 meter bredare varje år. Deltat är alltså statt i ständig förändring. Nära Tulcea delas Donau upp i tre grenar innan den rinner ut i havet: Chilia, Sulina och Sfântu Gheorghe (Sankt Göran), men även många andra små vattenflöden delar upp landdelen av deltat i mindre delar. Där finns vass och sumpmark men även skog. Delar av deltat översvämmas varje vår och höst.
2004 påbörjade Ukraina arbetet på Bistroekanalen som kommer att göra det möjligt att ta sig med båt från Svarta havet till den ukrainska delen av deltat. Europeiska unionen krävde att de inte skulle genomföra projektet, då det skulle skada deltats våtmarker. Rumänien har sagt att de kommer att ställa Ukraina inför den Internationella domstolen i Haag för att skydda deltat.

## Natur

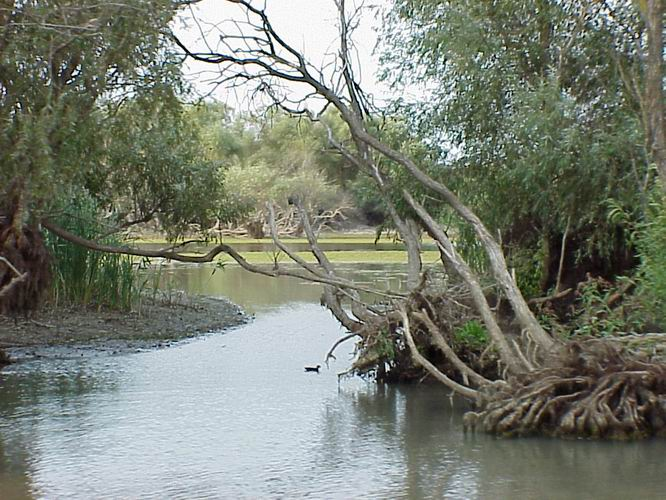
Donaudeltat i Rumänien

I deltats sjöar och våtmarker finns mer än 1 200 olika växter, 300 fågelarter och 45 arter sötvattensfiskar. Donaudeltat har även av Unesco tagits upp som ett biosfärområde. Omkring 2733 km² av det är ett starkt skyddat område.
Till deltat kommer varje år miljontals fåglar från olika platser på jorden (Europa, Asien, Afrika, Medelhavsregionen)  för att lägga sina ägg.
Enligt Herodotos är det 2 500 år sedan floden delades upp i sju grenar.

## Befolkning
Omkring 15000 människor bor i deltaområdet. De flesta av dem lever på det fiske de sköter från sina traditionella träkajaker. Här finns ett samhälle med lippovaner vilka är ättlingar till en rysk sekt som lämnade Ryssland 1772 för att undvika religiösa förföljelser. Huvudort i det lippovanska samhället i den ukrainska delen av donaudeltat är Vylkove.